# Нефтечалинский район
Нефтечалинский район (азерб. Neftçala rayonu) — район на юге Азербайджана. Административный центр — город Нефтечала.

## Этимология
«Нефтчала» происходит из слов «нефт» и «чала» и имеет значение «нефтяная яма».
Среди населения район также назывался Ноютхана. Название Нефтечалы в исторических источниках использовалось наряду с именами Боят, Сеидлар, Гобу, Чала, Пиратаван.

## История
В 1872 году на территории района была пробурена первая нефтяная скважина. После открытия крупных нефтяных месторождений в районе Нефтчала в 1920-е годы, в первый период существования СССР здесь были построены крупные поселения, такие как Трест и поселение для рабочих и жителей.
Нефтечалинский район был образован как административный район в составе Азербайджанской ССР 11 февраля 1940 года. До этого времени территория района находилась в составе Сальянского района.
В 1952 году район получил название «Нефтечала». Долгое время название «Нефтечала» носил 26-й поселок.
24 сентября 1955 года к Нефтечалинскому району была присоединена часть территории упразднённого Хиллинского района.
4 декабря 1959 года район был упразднён. Его территория была включена в состав Сальянского района.
В 1963 году от Сальянского района отделили Нефтечалинскую промышленную зону. Однако, подобная смешанная система управления не оправдала себя, и в 1965 году Нефтечалинский район был вновь ликвидирован, вернувшись в состав Сальянского района.
27 апреля 1973 года по инициативе руководителя республики Гейдара Алиева район вновь был выделен в самостоятельное административное территориальное образование.

## География
Нефтечалинский район граничит с Сальянским, Билясуварским, Джалильабадским, Масаллинским и Ленкоранским районами, на юге — с Кызылагаджским государственным заповедником. Считается равнинным районом.
Территория района расположена на отметке 22 метра ниже уровня моря. Распространены антропогенные отложения.
На территории района находится остров Кюр-Дили, который из-за падения уровня моря иногда превращается в полуостров. Имеется несколько грязевых вулканов. В результате их деятельности в районе образовался остров Кюр-Дашы.
На границе с Сальянским районом расположено солёное озеро Дуздаг.
Климат района умеренно жаркий, полупустынный с засушливым летом. Частые ветра являются причиной резкого изменения климата. В районе распространены полупустынные степные и засоленные почвы. На территории района произрастает мята, шиповник, лакричник, хвощ, ромашка.
Расстояние до Баку — 176 км.

## Население
| Год      | 2015 | 2018 | 2019 | 2020 | 2021 | 2022 |
| -------- | ---- | ---- | ---- | ---- | ---- | ---- |
| тыс. чел | 85,8 | 88   | 85,4 | 85,8 | 86,2 | 86,8 |

На 1 января 2023 года численность населения составляет 86 760 чел. Из них 42 091 мужчин (48,5 %), 44 669 женщин (51,5 %). 39 923 чел. проживает в городе (46,02 %), 46 837 чел. в селе (53,98 %). Плотность населения составляет 60 чел. на 1 км2.

## Экономика
С 1991 до 2021 года район входил в состав Аранского экономического района. С 7 июля 2021 года входит в состав Ширван-Сальянского экономического района.
Основу экономики района составляет хлопководство, зерноводство, кормоводство и животноводство.
На 2006 год в регионе насчитывалось 17 предприятий. По состоянию на 2009 год в регионе действуют 23 промышленных предприятия. Доля негосударственного сектора в объеме промышленного производства составляет 87,8 %.
Основные отрасли промышленности — горная, переработка хлопка-сырца, производство кирпича для строительства, поставки и распределение газа, производство цветных металлов.
В районе имеется нефтегазовая промышленность, рыбоперерабатывающий завод «Банкя», йодброминовый завод «АзерЙод», работающий с 1931 года, консервные заводы.
24 сентября 2017 года введён в действие Нефтечалинский промышленный квартал. На сентябрь 2017 года в квартале действовало девять предприятий, в том числе совместный автомобильный завод ОАО «Азермаш» и «Iran Khodro», Нефтечалинское предприятие по производству рыбного корма, ООО «Меtаk» (производство изделий из пластика, в том числе тары сельскохозяйственного назначения), ООО «Gilan PİVOT» (производство систем кругового орошения), ООО «Tоğrul-2008» (производство полиэтиленовых труб для орошения), ООО «Providence Limited» (сборка школьных зданий модульного типа), ООО «Azproduct» (переработка и консервирование рыбы), ООО «Sun Rise Prodaction» (производство бумажных стаканов и напитков).

### Сельское хозяйство
| Год            | 2015   | 2018   | 2019   | 2020   | 2021   | 2022   |
| -------------- | ------ | ------ | ------ | ------ | ------ | ------ |
| Зерно          | 43 778 | 51 333 | 40 036 | 43 102 | 40 491 | 34 406 |
| Из них пшеница | 4 620  | 8 214  | 7 792  | 6 263  | 5 980  | 5 043  |
| Хлопок         | 221    | 7 000  | 5 087  | 5 972  | 6 949  | 8 645  |
| Картофель      | 114    | 122    | 114    | 140    | 147    | 147    |
| Овощи          | 122    | 168    | 138    | 124    | 142    | 148    |
| Бахчевые       | 140    | 275    | 222    | 186    | 85     | 74     |
| Сады           | 588    | 601    | 600    | 604    | 602    | 603    |

|                | 2015    | 2018    | 2019    | 2020    | 2021    | 2022   |
| -------------- | ------- | ------- | ------- | ------- | ------- | ------ |
| Зерно          | 136 588 | 121 421 | 112 221 | 124 172 | 124 610 | 59 026 |
| Из них пшеница | 15 246  | 24 721  | 25 870  | 21 357  | 23 407  | 12 828 |
| Хлопок         | 255     | 10 090  | 16 072  | 23 042  | 22 871  | 23 850 |
| Картофель      | 1 402   | 1 452   | 2 204   | 1 242   | 1 303   | 1 317  |
| Овощи          | 1 527   | 1 788   | 5 890   | 1 439   | 1 551   | 1 604  |
| Бахчевые       | 2 158   | 9 300   | 8 015   | 7 523   | 2 987   | 2 924  |
| Сады           | 2 374   | 2 221   | 2 358   | 2 177   | 1 903   | 1 910  |

| Год        | 2018 | 2019 | 2020 | 2021 | 2022 |
| ---------- | ---- | ---- | ---- | ---- | ---- |
| Количество | 211  | 213  | 21   | 99   | 178  |

## Административное устройство
Нефтечалла — единственный город района. В районе находятся три посёлка городского типа (Банк, Гасанабад и Хыллы) и 48 сёл: Абасалылы, Аребгардашбейли, Астанлы, Ашагы-Гараманлы, Ашагы-Сурра, Бала-Сурра, Баллыджалы, Бешталы, Биринджи-Гаралы, Биринджи-Маяк, Боят, Газахбереси, Гарагашлы, Гачагкянд, Гедимкянд, Гызгайытды, Гырмызы-Шефаг, Гырмызыкянд, Далгалы, Джангян, Дёрдляр-I, Дёрдляр-II, Еникишлаг, Еникянд, Икинджи-Гаралы, Икинджи-Маяк, Кюр-Гарабуджаг, Кюркянд, Микяйыллы, Мирлегурбанлы, Мюршегулу, Пиреббе, Рамазанлы, Сарыгамыш, Сахилоба, Сюбх, Сюльх, Татармехля, Узунбабалы, Хагвердиляр, Хазер, Ханмеммедли, Хол-Гарабуджаг, Хол-Гарагашлы, Холтезкянд, Ширванлы, Шоркянд, Юхары-Гараманлы.
Ранее существовавшие сёла Бёюк-Оряд, Ишмилли, Гаравелли, Голтуг, Зюд-Ост-Голтуг и Кюрдили были упразднены.

## Здравоохранение
На 2022 год насчитывается 1 больница на 150 коек, 17 поликлиник. В районе 85 врачей, 362 средних медицинских работника.

## Образование
На 2022 год действует 51 школа, 36 библиотек на 256 600 книг.

## Инфраструктура
Действует 3 музея, 1 парк.
В мае 2023 года введён в эксплуатацию магистральный водопровод диаметрами 560—450 миллиметров и протяженностью 36 километров от группового водопровода Ширван-Мугань до Нефтчалинского района. Водопровод обеспечивает водоснабжение сел и поселков Нефтчалинского района.
Планируется строительство солнечной электростанции мощностью 315 МВт.
| Год                  | 2015  | 2018    | 2019    | 2020    | 2021  | 2022    |
| -------------------- | ----- | ------- | ------- | ------- | ----- | ------- |
| Количество (тыс. м2) | 1 528 | 1 543,6 | 1 547,4 | 1 550,5 | 1 553 | 1 614,9 |

| Год             | 2015  | 2018  | 2019  | 2020  | 2021  | 2022  |
| --------------- | ----- | ----- | ----- | ----- | ----- | ----- |
| Количество (м2) | 6 603 | 3 687 | 3 818 | 3 112 | 2 543 | 1 584 |

## Главы
Первые секретари районного комитета партии:
- Харитон Иванов
- Кямран Гусейнов (1952—1953)
- Тевеккюль Ханкишиев[азерб.] (1973—1977)
- Ибрагим Курбанов (1977—1980)
- Вилаят Сеидов (1980—?)
- Аслан Сулейманов[азерб.] (1985—1989)
- Шамиль Гусейнов[азерб.] (1989—1991)

С 1991:
- Шамиль Гусейнов[азерб.] (? — 3 июля 1992)[11]
- Фарман Гусейнов[азерб.] (3 июля 1992 — 11 ноября 1993)[11][12]
- Сейфеддин Агагусейн оглы Мамедов (11 ноября 1993 — 28 июля 2000)[12][13]
- Абульфаз Агаев[азерб.] (28 июля 2000 — 4 июля 2002)[14][15]
- Фазаиль Ширинали оглы Алышев (4 июля 2002 — 8 августа 2006)[16][17]
- Талех Гарашов (8 августа 2006 — 26 апреля 2011)[18][19]
- Исмаил Велиев[азерб.] (26 апреля 2011 — 20 февраля 2020)[20][21]
- Миргасан Сеидов (с 5 марта 2020)[22]

## Достопримечательности
Имеется 34 мечети. В районе находятся памятники, относящиеся к XIX веку — мечеть Фатимеи-Зяхра в посёлке Хыллы; административное здание Рыбного комбината, церковь, мавзолей Гейдара Алмазова, построенный в 1894 году.
В 2004 году воздвигнут монумент в честь турецких солдат, погибших в 1918 году в битве за Баку.
Сооружён памятный комплекс в честь Второй мировой войны, комплексы, посвящённые Великой Отечественной войне, возведённый в 1998 году монумент в честь погибших 20 января 1990 года.
На территории района найдено множество материальных и культурных образцов, относящихся к IX—XI векам.

## Известные уроженцы
- Самедов, Огтай Абил оглы ― азербайджанский учёный-физик, директор Института радиационных проблем Национальной академии наук Азербайджана, член-корреспондент Национальной академии наук (2017), профессор, доктор физико-математических наук
- Искандеров Откам Агасаф Оглы . Родился 5 октября 1955 года в городе Нефтчала, Азербайджан.В 1979 году закончил ВГИК, мастерская Евгения Матвеева.
- Алиев Абдулгани Захмат Оглы. Родился 02.10.1963 в городе Баку , Азербайджан. У него отец из города Нефтчала.В 1990 году закончил ВГИК курс Алексея Баталова.
- [23]